# Isenach
Isenach er en flod i  den tyske delstat Rheinland-Pfalz, og en af Rhinens bifloder  fra venstre med en længde på 30 km. Den har sit udspring i Diemersteiner Wald i Pfälzer Wald og løber gennem byerne Frankenthal og Bad Dürkheim, før den munder ud i Rhinen ved Bobenheim-Roxheim. 
49°35′40″N 8°24′46″Ø / 49.5944°N 8.4128°Ø